# Patty Murray
Patricia "Patty" Lynn Murray, född 11 oktober 1950 i Bothell, Washington, är en amerikansk demokratisk politiker. Hon är ledamot av USA:s senat från delstaten Washington sedan 1993. Sedan 3 januari 2023 är hon president pro tempore i senaten (motsvarande vice talman, i tjänst när vicepresidenten inte är det).
Murray är katolik av irländsk härkomst. Hon avlade 1972 grundexamen vid Washington State University.
Senator Brock Adams bestämde sig för att inte kandidera till omval i senatsvalet 1992. Murray vann valet med 54% av rösterna mot 46% för kongressledamoten Rod Chandler. I senatsvalet 1998 fick Murray 58% mot 42% för kongressledamoten Linda Smith. Murray vann 2004 en tredje mandatperiod i senaten med 55% av rösterna mot 43% för kongressledamoten och motkandidaten George Nethercutt.